# Parschlug
Parschlug è una frazione di 1 735 abitanti del comune austriaco di Kapfenberg, nel distretto di Bruck-Mürzzuschlag (Stiria). Già comune autonomo, il 1º gennaio 2015 è stato aggregato a Kapfenberg.